# 結城章夫
結城 章夫（ゆうき あきお、1948年9月23日 - ）は、日本の文部官僚。学校法人富澤学園理事長。
2005年から2007年まで文部科学事務次官を務めた。事務次官退任後は山形大学の学長に就任し、2014年まで務めた。

## 経歴
山形県村山市に生まれる。山形県立山形東高等学校から東京大学理科一類に進学し、1971年6月に東京大学工学部物理工学科を卒業する。
1971年7月、科学技術庁に入庁。入庁後は主に原子力安全や研究開発行政に携わる。1982年 外務省在オーストラリア日本国大使館一等書記官。1987年 科学技術庁原子力局核燃料課長。1994年 科学技術庁科学技術振興局企画課長。1995年6月 科学技術庁長官官房秘書課長。1997年7月 科学技術庁長官官房審議官。1998年7月 文化庁長官官房審議官（著作権担当）。1999年7月 科学技術庁長官官房審議官（官房担当）。同年11月 科学審議官。2000年 科学技術庁研究開発局長。2001年、科学技術庁と文部省が統合して文部科学省が発足すると、初代大臣官房長に就任する。その後、文部科学審議官（科学技術担当）を経て、2005年1月11日に文部科学事務次官に就任する。
2007年7月6日、事務次官を退任する。同日開かれた退任会見で、山形大学の学長選挙に出馬することを表明する。その後、7月26日に開催された学長選考会議において学長候補者に選ばれ、9月1日に学長に就任した。
2011年6月27日、自身の任期満了を受けて開催された学長選考会議で再び学長候補者に選ばれ、学長に再任される。その後、2014年3月末をもって学長を退任し、同年4月に山形大学から名誉教授の称号を授与される。同年きらやか銀行監査役。2015年公益財団法人山形県産業技術振興財団理事長。同顧問、独立行政法人科学技術振興機構上席フェロー、文部科学省科学技術・学術審議会委員などを歴任。
2018年4月、東北文教大学や山形城北高校などを運営する学校法人富澤学園副理事長に就任し、2019年4月に以前から発表されていた予定の通り理事長に就任した。
2020年、瑞宝重光章受章。

## 学長としての結城
山形大学の学長に就任後、学長として「教養教育の充実」に取り組む意向を示し、後に「基盤教育」という形でこれを実現させた。
また、「国立大学には日本を代表して世界と戦える研究分野が必要」という考えを持ち、その研究分野として有機エレクトロニクスに注目し、山形大学に有機エレクトロニクスの研究拠点を整備した。

## 社会的活動
- 文部科学省 科学技術・学術審議会委員（2013年 - ）
- 山形県産業技術振興機構理事長（2015年 - ）